# گارنیش
گارنیش (به لوکزامبورگی: Garnech) یک شهرداری در استان کاپلن کشور لوکزامبورگ است که ۱۰٫۹۵ کیلومترمربع مساحت دارد و جمعیت آن در سال ۲۰۰۹ میلادی ۱۵۴۲ نفر بوده‌است.